# ボー・バイス
ハロルド・エルウィン“ボー”バイス・ジュニア（Harold Elwin "Bo" Bice Jr.、1975年11月1日 - ）は、アメリカ合衆国の歌手、ミュージシャン。

## 概要
2005年にテレビタレントショー『アメリカン・アイドル』第4シーズンのファイナリストであり、キャリー・アンダーウッドに次ぐ2位で終了した。同年6月15日、キャロリン・メリン・フィッシャーと結婚。式はアラバマ州ヘレナにて行われた。同年12月には最初のアルバムを発表。2014年にはブラッド・スウェット・アンド・ティアーズのボーカリストとなった。

## ディスコグラフィ

### スタジオ・アルバム
- 2005 - The Real Thing
- 2007 - See the Light
- 2010 - 3